# Henry Smith (Leichtathlet, 1996)
Henry Smith (* 9. April 1996) ist ein australischer Leichtathlet, der sich auf den Weitsprung spezialisiert hat.

## Leben
Henry Smith kam im Alter von acht Jahren zur Leichtathletik und fokussierte sich zunächst auf den Hochsprung, bevor er sich an andere Sprungdisziplinen herantastete. Neben seiner sportlichen Laufbahn arbeitet er seit 2019 Vollzeit für die Firma Six Degrees Executive aus Melbourne.

## Sportliche Laufbahn
Henry Smith tritt seit 2011 in Wettkämpfen in den Sprungdisziplinen an. Damals wurde er Australischer U16-Meister im Hochsprung und gewann zudem die Silbermedaille im Dreisprung. Ein Jahr darauf wurde er U17-Meister im Weitsprung, Dreisprung und im Hochsprung. 2013 wurde er Australischer U18-Meister im Weitsprung und trat im Juli bei den U18-Weltmeisterschaften in Donezk an. Dabei zog er in das Finale ein, in dem er als Zwölfter allerdings den letzten Platz belegte. Ein Jahr darauf siegte er bei den nationalen U20-Meisterschaften und verbesserte sich in diesem Jahr auf 7,68 m. 2018 gewann er die Bronzemedaille bei den Australischen Meisterschaften und verbesserte sich dabei auf 7,78 m. 2019 stellte er im Februar mit 8,06 m seine persönliche Bestleistung auf und wurde im April erstmals Australischer Meister. Im Juni gewann er mit 7,91 die Goldmedaille bei den Ozeanienmeisterschaften in Townsville. Ende September trat er bei den Weltmeisterschaften in Doha an, scheiterte dabei aber ohne Chance auf den Finaleinzug.

## Wichtige Wettbewerbe
| Jahr                   | Veranstaltung           | Ort                    | Platz                  | Disziplin              | Weite                  |
| Startet für Australien | Startet für Australien  | Startet für Australien | Startet für Australien | Startet für Australien | Startet für Australien |
| ---------------------- | ----------------------- | ---------------------- | ---------------------- | ---------------------- | ---------------------- |
| 2013                   | U18-Weltmeisterschaften | Donezk                 | 12.                    | Weitsprung             | 7,24 m                 |
| 2019                   | Ozeanienmeisterschaften | Townsville             | 1.                     | Weitsprung             | 7,91 m                 |
| 2019                   | Weltmeisterschaften     | Doha                   | 24.                    | Weitsprung             | 7,50 m                 |

## Persönliche Bestleistung
Freiluft
- Weitsprung: 8,06 m, 9. Februar 2019, Canberra